# Frog Lake
Frog Lake är en sjö i Kanada.   Den ligger i provinsen Nova Scotia, i den sydöstra delen av landet, 800 km öster om huvudstaden Ottawa. Frog Lake ligger 166 meter över havet. Arean är 1,4 kvadratkilometer. Den sträcker sig 2,2 kilometer i nord-sydlig riktning, och 1,6 kilometer i öst-västlig riktning.
I omgivningarna runt Frog Lake växer i huvudsak blandskog. Trakten runt Frog Lake är nära nog obefolkad, med mindre än två invånare per kvadratkilometer.